# Ahmose fill d'Ibana
Ahmose fill d'Ibana fou un almirall egipci nascut a Nekheb. Va servir sota els faraons Amosis I, Amenhotep I, i Tuthmosis I.
Va iniciar la seva carrera en la guerra contra els hicsos. També va fer campanyes a Núbia, Canaan i Síria sota Amenhotep I i Tuthmosis I.
Va deixar escrita la seva biografia a la seva tomba a Nekheb.